# Menterwolde
Menterwolde  è un'ex-municipalità dei Paesi Bassi di 12 486 abitanti situata nella provincia di Groninga. Soppressa il 1º gennaio 2018, il suo territorio, insieme ai territori di Hoogezand-Sappemeer e Slochteren è andato a costituire la nuova municipalità di Midden-Groningen.